# Irving Berlin

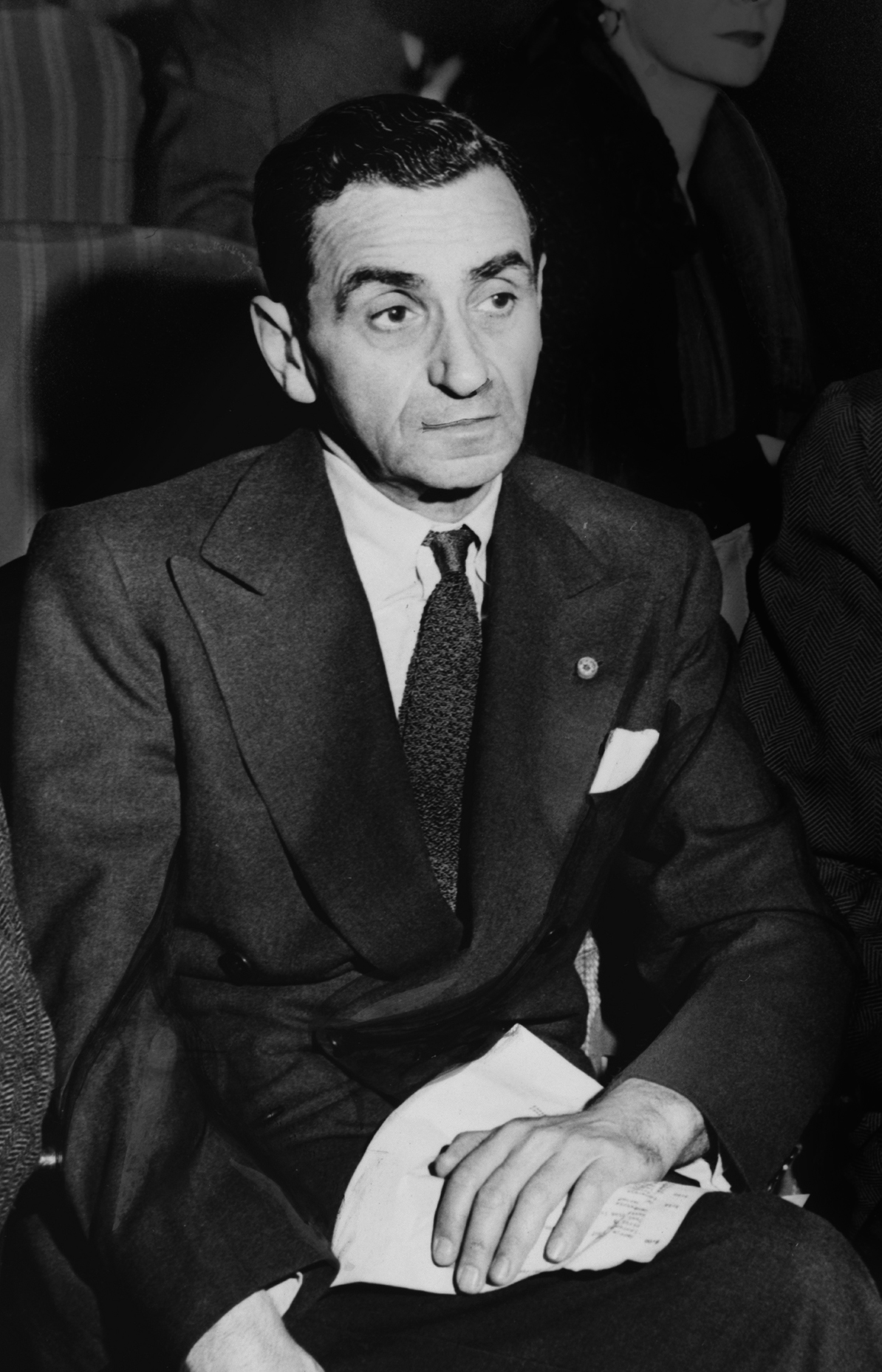
Irving Berlin (1948)

Irving Berlin, eigentlich Israel Isidore Beilin oder Baline, weiteres Pseudonym Ren(.) G. May, (* 29. Apriljul. / 11. Mai 1888greg. im Russischen Kaiserreich; † 22. September 1989 in New York City) war ein US-amerikanischer Komponist und Texter.

## Leben
Der Geburtsort Berlins ist unbekannt, obschon seine jüdische Familie bis zu ihrer Auswanderung in Talatschyn (Gouvernement Mogiljow), einer Stadt im heutigen Belarus, lebte. Berlin selbst gab als seinen Geburtsort eine kleine sibirische Stadt namens Temun an, die manchmal als die Stadt Tjumen identifiziert wurde. Infolge der antisemitischen Pogrome in den 1880er Jahren im Russischen Reich wanderten Berlins Eltern mit ihren sieben Kindern 1891 in die Vereinigten Staaten aus. (Siehe auch Die polnischen Juden im russischen Reich (1795–1918) sowie Ansiedlungsrayon.)
Nach dem frühen Tod des Vaters, eines Kantors, mussten die Kinder den Lebensunterhalt selbst verdienen. Irving wurde aus der Schule genommen und verdiente als Zeitungs- und Botenjunge sein erstes Geld. Mit 14 riss er von zu Hause aus und arbeitete als „Singender Kellner“ in einem New Yorker Café. Dabei brachte sich Berlin selbst ein wenig Klavierspielen bei. Da er nach Gehör spielte, nahm er der Einfachheit halber nur die schwarzen Tasten; er spielte fast ausschließlich in der Tonart Fis.
Mit dem Verkaufsschlager Alexander’s Ragtime Band gelangte er zu Weltruhm. Der ehemalige Straßenjunge war auf dem besten Wege, ein bekannter Komponist zu werden, und dies, obwohl er weder Noten lesen noch richtig Klavier spielen konnte. Er komponierte seine Melodien, andere schrieben die Noten für ihn auf. Die Orchestrierung erledigten dann ausgebildete Arrangeure. 
Weil er sich einerseits fast nur auf die schwarzen Tasten des Klaviers beschränkte, andererseits aber auch in allen anderen Tonarten komponieren wollte, kaufte er 1910 ein Klavier, das er mittels eines Kurbelrads in andere Tonarten transponieren konnte, indem die Mechanik relativ zu den Saiten verschoben wurde.

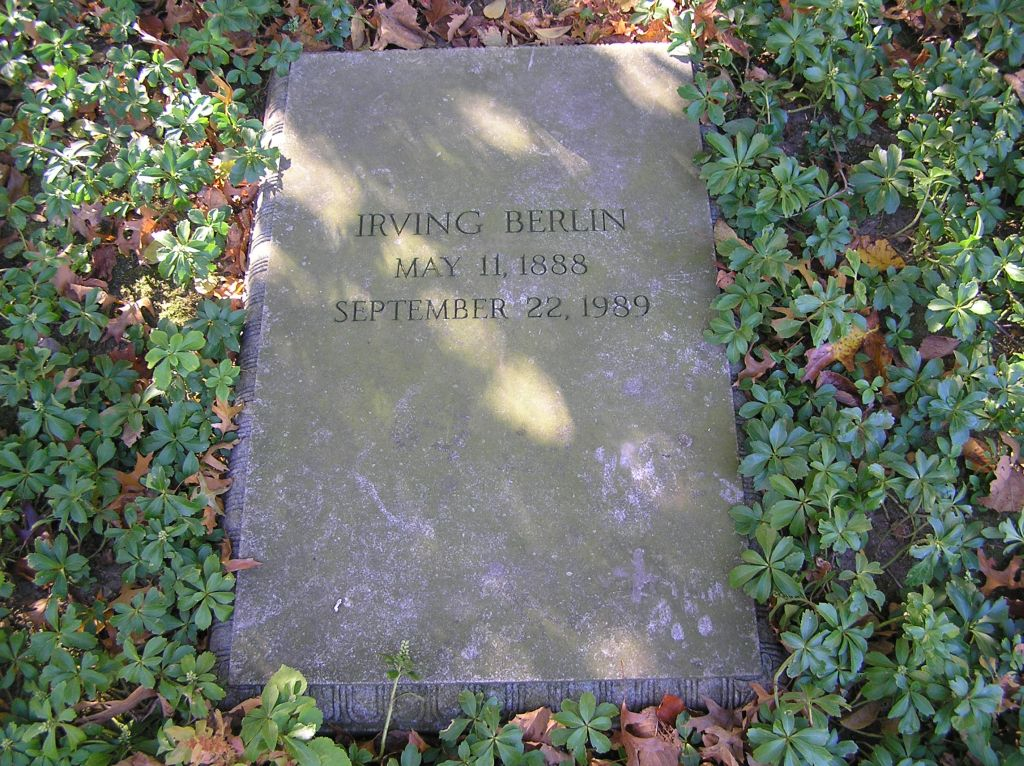
Berlins Grab in New York City

Am 12. Mai 1910 wurde er in der Munn Lodge No. 190 in New York City als Freimaurer initiiert, am 26. Mai zum Gesellen befördert und am 3. Juni zum Meister erhoben. Am 12. Dezember 1935 wurde er dort lebenslanges Mitglied. Den 32. Grad des A.A.S.R. (New Jersey) bekam er am 23. Dezember 1910. Im Mecca Shrine Temple wurde er am 30. Januar 1911 initiiert und dort im Dezember 1936 lebenslanges Mitglied. Etwa um 1912 schrieb er in Zusammenarbeit mit E. Ray Goetz einen Song mit freimaurerischem Bezug: Hiram’s Band.
1920 eröffnete er mit der Music Box ein eigenes Theater und widmete sich schließlich auch der Arbeit für den Tonfilm. Mit dem in vielen Millionen Schallplatten verbreiteten Schlager White Christmas aus dem Bing-Crosby-Film Holiday Inn gelang ihm dabei ein besonderer Wurf. Noch vor dem Zweiten Weltkrieg wurde sein Lied God Bless America, dargeboten von Kate Smith, zu einer inoffiziellen Hymne der USA. Seinen größten Erfolg errang Berlin 1946 mit dem Musical Annie Get Your Gun über die US-amerikanische Kunstschützin Annie Oakley. Irving Berlin ist Autor zahlreicher Melodien, die bis heute als Jazzstandards gelten.
Ende der 1930er-Jahre war Günther Anders Hauslehrer einer seiner Töchter.
Irving Berlin starb am 22. September 1989 im Alter von 101 Jahren an den Folgen eines Herzinfarkts.

## Werke (Auswahl)

### Songs
Irving Berlin war in erster Linie Songwriter; er schrieb mehr als 1000 Songs.
- Alexander’s Ragtime Band
- Always
- Blue Skies
- Change Partners
- Cheek to Cheek
- The Devil Has Bought Up All The Coal (1918)
- God Bless America
- I’ve Got My Love to Keep Me Warm
- Let’s Face the Music and Dance
- Let Yourself Go
- Look Out For The Bolsheviki Man (Ziegfeld Follies) (1919)
- Puttin’ on the Ritz
- Russian Lullaby
- That Revolutionary Rag (1919)
- There’s No Business Like Show Business
- They Say It’s Wonderful
- White Christmas

### Broadway Shows – Musicals und Musical Revues
Es folgen Shows, deren Musik ausschließlich von Berlin geschrieben wurde.
- 1910: Ziegfeld Follies
- 1914: Watch Your Step
- 1915: Stop! Look! Listen!
- 1918: Yip Yap Yaphank
- 1921, 1922, 1923 und 1924: Music Box Revue
- 1925: The Cocoanuts, Verfilmung 1929
- 1927: Ziegfeld Follies
- 1932: Face The Music
- 1933: As Thousands Cheer
- 1940: Louisiana Purchase, Verfilmung 1941
- 1942: This Is the Army, Verfilmung 1943
- 1946: Annie Get Your Gun, Verfilmung 1950
- 1949: Miss Liberty
- 1950: Call Me Madam, Verfilmung 1953
- 1962: Mr. President.

### Filmarbeiten
In den meisten Fällen bildet ein Portfolio von Berlin-Songs die Grundlage für folgende Filmmusicals, Musik- oder Tanzfilme, die nur in der Ausnahme als Ganzes als Filmmusik geschrieben wurden.
- 1929: Die Lady von der Straße (Lady of the Pavements)
- 1930: Puttin’ On The Ritz
- 1934: Ich tanz’ mich in dein Herz hinein (Top Hat)
- 1934: Das Geisterschiff (The Live Ghost)
- 1936: Marine gegen Liebeskummer (Follow the Fleet)
- 1937: Geh’n wir bummeln (On the Avenue)
- 1938: Alexander’s Ragtime Band
- 1938: Sorgenfrei durch Dr. Flagg – Carefree (Carefree)
- 1939: Premiere in Hollywood (Second Fiddle)
- 1942: Musik, Musik (Holiday Inn)
- 1946: Blau ist der Himmel (Blue Skies)
- 1947: Osterspaziergang (Easter Parade)
- 1953: Madame macht Geschichte(n) (Call Me Madam)
- 1953: Weiße Weihnachten (White Christmas)
- 1954: Rhythmus im Blut (There’s No Business Like Show Business)
- 1957: Sayonara

## Auszeichnungen
- 1943: Oscar in der Kategorie Bester Song für White Christmas aus dem Film Musik, Musik
- 1945: Medal for Merit, damals die höchste zivile Auszeichnung der USA
- 1951: Tony Award für die beste Musik (Score/Partitur) für das Musical Call Me Madam
- 1954: Congressional Gold Medal
- 1968: Grammy Award für sein Lebenswerk